# Fellype Gabriel de Melo e Silva
Fellype Gabriel de Melo e Silva, besser bekannt als Fellype Gabriel (* 6. Dezember 1985 in Rio de Janeiro, Brasilien) ist ein brasilianischer Fußballspieler.

## Karriere
Der 1,76 Meter große Mittelfeldspieler begann seine Karriere 2005 beim Verein Flamengo Rio de Janeiro, bei welchem er für vier Jahre unter Vertrag stand. In seinem ersten Jahr beim Verein absolvierte er zehn Ligaspiele und schoss zwei Tore. Außerdem nahm er noch an 29 Spielen des Brasileirão, wovon er zwei Pässe ins Tor traf, sowie absolvierte er drei Spiele des Copa do Brasil (CdB), wovon er einmal ins Tor treffen konnte. Im nächsten Jahr absolvierte er sieben Ligaspiele, wovon er einmal ins Tor schoss und einmal ins Tor treffen konnte. Außerdem nahm er an sieben torlosen Spielen des Brasileirão und an drei torlosen Spielen des CdB teil. Von 2007 bis 2008 unterschrieb er drei Leihverträge, bei welchen er jeweils für eine Spielzeit unterzeichnete. In seinem ersten Jahr stand er für den Verein Cruzeiro Belo Horizonte, bei welchem er zwei Ligaspiele bestritt. In der Saison 2007/08 stand er für den portugiesischen Verein Nacional Funchal unter Vertrag, bei welchem er beim Brasileirão 14 Spiele absolvierte und zwei Pässe ins Tor befördern konnte. Sein bisher letzter Leihverein war der Portuguesa, bei welchem er im Jahr als Leihe an 20 Spielen des Brasileirão teil und drei Tore erzielen konnte. Nachdem Jahr als Leihe unterschrieb er einen Vertrag für eine Spielzeit an 17 Ligaspiele teilnahm und zweimal ins Tor traf. Des Weiteren nahm er an 31 Spielen des Brasileirão, wovon er neun Tore schoss.
2010 wechselte der Mittelfeldspieler zum japanischen Verein Kashima Antlers, bei welchem er für zwei Jahre Vertrag stand, nahm jedoch an keinen Ligaspielen teil. Zudem bestritt er 31 Spiele des Kaiserpokals, wovon er zwei Pässe ins Tor beförderte. Außerdem nahm er an einen torlosen Spiel des J. League Cups teil. Im zweiten und letzten Jahr absolvierte er 16 Spiele des Kaiserpokals und traf zweimal ins Tor. Seine nächste Station war der Verein Botafogo, bei welchem er für zwei Jahre unter Vertrag stand. An elf Ligaspiele nahm er 2011 teil, wovon er fünf Tore schoss. Des Weiteren bestritt er 32 Spiele des Brasileirão und beförderte er drei Pässe ins Tor. Außerdem absolvierte er drei torlose Spiele des CdB sowie ein torloses Spiel des Conmebols. Im zweiten Jahr nahm er an 15 Ligaspielen teil und schoss vier Pässe ins Tor, sowie zwei Spiele des CdB, wovon er eines ins Tor traf.
Seit 2013 steht er beim saudi-arabischen Verein al-Schardscha unter Vertrag. 2005 absolvierte er fünf torlose Spiele in der brasilianischen Fußballnationalmannschaft (U20).

### Titel und Ehrungen
- Copa do Brasil: 2006 mit Flamengo
- Japanischer Supercup: 2010
- Kaiserpokal: 2009
- J. League Cup: 2011
- Staatsmeisterschaft von Rio de Janeiro: 2013